# Kiseki/No.1
Kiseki/No.1 è un singolo della cantante sudcoreana BoA, pubblicato nel 2002 ed estratto dall'album Valenti. 

## Tracce
1. Kiseki
2. No. 1
3. Flower
4. Kiseki (Instrumental)
5. No. 1 (Instrumental)
6. Flower (Instrumental)